# 東京海上日動ファシリティーズ
東京海上日動ファシリティーズ株式会社（とうきょうかいじょうにちどうファシリティーズ）は東京海上グループのビル管理、不動産会社。

## 沿革
- 1956年（昭和31年）9月12日 - 東京海上火災保険株式会社の不動産部門が分離独立し、東海不動産株式会社として設立。
- 1977年（昭和52年）9月12日 - 株式会社東管に社名変更。
- 2005年（平成17年）10月1日 - 東京海上日動ファシリティーズ株式会社に社名変更。

## 所在地
神奈川県川崎市に本社を置き、全国各地に本支店・営業所を設ける。